# 圆头蒿
圆头蒿（学名：Artemisia sphaerocephala）为菊科蒿属的植物。分布在蒙古以及中国大陆的内蒙古、新疆、山西、宁夏、青海、陕西、甘肃等地，生长于海拔1,000米至2,850米的地区，多生长在干旱的荒坡上、固定的沙丘上、局部地区常形成植物群落的建群种、荒漠地区的流动、半流动及优势种，目前尚未由人工引种栽培。

## 别名
籽蒿（内蒙古），白砂蒿（宁夏、甘肃），白杆子砂蒿（宁夏），黄蒿、籽蒿、黄毛菜籽（甘肃），米蒿、油砂蒿（陕西），香蒿（青海），“沙拉-沙巴嘎”、“查干-西巴嘎”、“阿根”（蒙语名）、“扑勒蒙”（蒙药名）